# Mørk (album)
Mørk er debutalbummet af danske gruppe Ganger, der blev udgivet den 21. september 2019 via pladeselskabet Yachtvej.

## Baggrund
Albummet er første del af en trilogi benævnt “Mørktropisk”, som efterfølgende fortsatte med titlerne Tro (2020) og Pisk (2023).

## Modtagelse

### Anmeldelser
Albummet fik gode anmeldelser i de danske medier.
Ifølge Christian Wolkoff, der er anmelder musikmagasinet Soundvenue, er Mørk et af de mest ambitiøse debutalbum længe set. Han mente, at albummet ikke er 'klassisk musikalbum', men "i højere grad er en collage af lyde, sange, citater, inspirationer, anekdoter og historier", men hvor alt ifølge Wolkoff er "gennemtænkt ned til mindste detalje". Det påpeges, "at have verdens største ambitioner giver ikke nødvendigvis verdens bedste album. Og selv om Ganger har ambitioner nok til en hel horde at nye bands, så er det ikke fordi, at alt lykkes på ’Mørk’ – nogle gange bliver det simpelthen for obskurt" og kvitterer med fem ud af seks stjerner.
GAFFAs anmelder, Simon Heggum, mente, at "trods brugen af feltoptagelser, genreskift og alternative lydkilder er Mørk et vaskeægte popalbum" og mente, at albummet er et "utrolig godt et af slagsen. Måske endda et af årets bedste". Ifølge Heggum er "Gangers stærkeste kort den insisterende trang til at eksperimentere", og i stedet for at være et "småkedeligt artpop-album" er "en knyttet næve, der skal ramme en muskel, som ikke har løftet noget tungt i lang tid", der har en "lille stykke unikt lyd, der mest af alt minder om en mere radiovenlig version af den kantede artpop, som Den Fjerde Væg og førnævnte Skammens Vogn har forsøgt at levere i lang tid". Samlet set tildeler han albummet fem ud af seks stjerner.
Ralf Christensen fra Information var ligeledes positiv og kaldte Mørk et "fremragende debutalbum". Han har skrevet, at "Mørk crasher som en elektronisk Radiohead-plade fra årtusindskiftet. Det ramler og skramler, og der er mærkværdige citater fra 80’er-B-film. Man kan falde over møblementerne, der roder så smukt i sangene" og "[h]er er så også reminiscenser af Lars H.U.G.s tidlige radikalisme og Medina i hendes mest elektromelankolske øjeblikke. Og så er der kineserier, elektronisk opløste stemmer, skingre kor, som blev de råbt fra gadeplan".
Simon Lund fra Politiken tildelte ligeledes albummet fem ud af seks hjerter.

### Priser
Sangen 'Olympisk' blev kåret som årets 3. bedste danske sang af Soundvenue, og den fik Steppeulven-prisen 2020 for årets sang. Den var i uge 50 Ugens Uundgåelige på P3.

## Spor
| 1.    | "Kometen"          | Thomas Bach Skaarup                   | Thomas Bach Skaarup, Anders Boll                | 5:00 |
| 2.    | "Olympisk"         | Skaarup                               | Skaarup, Boll                                   | 2:55 |
| 3.    | "Mørktropisk"      | Skaarup                               | Skaarup, Boll                                   | 4:46 |
| 4.    | "Bye Bye"          | Skaarup                               | Skaarup, Boll, Niels Christian Sommer Kjærgaard | 3:26 |
| 5.    | "Gud, det svinger" | Skaarup                               | Skaarup, Boll                                   | 4:59 |
| 6.    | "Duerne"           | Skaarup                               | Skaarup, Boll                                   | 1:53 |
| 7.    | "Græske Mac"       | Aske Zidore, Jannis Noya Makrigiannis | Boll, Skaarup                                   | 0:24 |
| 8.    | "Ond"              | Zidore, Makrigiannis, Skaarup         | Skaarup, Boll, Kjærgaard                        | 2:56 |
| 9.    | "Velkommen"        | Skaarup                               | Skaarup, Boll                                   | 0:06 |
| 10.   | "Lænker"           | Skaarup                               | Skaarup, Boll, Kjærgaard                        | 3:32 |
| 11.   | "Fuglekongen"      | Skaarup                               | Skaarup, Boll, Kjærgaard                        | 1:34 |
| 31:34 |                    |                                       |                                                 |      |